# Meovv
Meovv (hangul: 미야오; rr: Miyao, estilizado em letras maiúsculas, com a pronúncia de MEOW) é um grupo feminino sul-coreano formado e gerenciado pela The Black Label. O grupo é composto por cinco membros: Sooin, Gawon, Anna, Narin e Ella. Elas estrearam em 6 de setembro de 2024, com o lançamento do single digital "Meow".

## Nome do Grupo
O nome do grupo, Meovv, é um acrônimo para "My Eyes Open VVide". A integrante Ella explicou que o nome do grupo era composto por dois "V" no lugar de "W", e acrescentou: "Eu queria dar diversão visual" e "Eu gostei mais porque senti que representava cada uma de nós".

## História

### Atividades no pré-debut e formação
A maioria dos membros do Meovv tinha experiência em entretenimento, modelagem, música e dança antes de serem aceitos no The Black Label. A modelo americana Ella Gross entrou na indústria aos dois anos de idade e participou de diversas campanhas de moda, como Zara, H&M e GAP. Gawon foi um ex-trainee da YG Entertainment e um ex-modelo que estrelou anúncios da Adidas. A integrante japonesa Anna Tanaka começou sua carreira como modelo infantil e foi modelo exclusiva da Seventeen Japan de outubro de 2019 a dezembro de 2021.
Em março de 2024, a agência anunciou seus planos de lançar um novo grupo feminino no primeiro semestre de 2024. Em março, foi revelado que a The Black Label solicitou a marca registrada "Méovv" em várias categorias, sugerindo seu uso potencial para seu novo grupo feminino.

### 2024–presente: Introdução e estreia

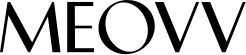
Logotipo oficial do MEOVV

Em 16 de agosto de 2024, a The Black Label lançou contas oficiais em mídias sociais e postou teasers em animações para seu primeiro grupo feminino. Esses teasers também apresentavam uma grande cobertura preta sendo retirada de um prédio, revelando cinco gatos pretos gigantes sentados no topo, sugerindo o número potencial de membros do grupo.
Em 19 de agosto, a The Black Label lançou um teaser especial no Twitter, anunciando que a agência lançaria um novo conteúdo em 21 de agosto. No mesmo dia, a The Black Label postou um vídeo sobre Ella Gross em seu canal oficial no YouTube, tornando-a a primeira integrante do Meovv a ser revelada. Gawon foi anunciada em 23 de agosto, seguido por Sooin, Anna, e Narin, cada uma após intervalos de dois dias. Posteriormente, a The Black Label anunciou que o Meovv havia assinado um contrato de parceria com a Capitol Records antes de sua estreia.
Um trailer de vídeo e pôsteres de anúncio com todas as cinco integrantes foram lançados em 4 de setembro de 2024, juntamente com o anúncio do lançamento do single digital de estreia do grupo, "Meow". Em 6 de setembro, o single foi lançado juntamente com seu videoclipe. O segundo single do grupo, "Toxic", foi lançado em 18 de novembro.
O primeiro EP do Meovv, My Eyes Open VVide, foi anunciado em 14 de abril de 2025. Uma faixa do EP, "Hands Up", foi pré-lançada em 28 de abril, e deu ao grupo seu primeiro troféu em programas musicais desde a estreia no M Countdown em 8 de maio. O single principal, "Drop Top", foi lançado junto ao EP em 12 de maio.

## Campanhas publicitárias
Em fevereiro de 2025, Meovv foi selecionada como embaixadora da marca de beleza L'Oréal Paris .

## Membros
- Sooin (hangul: 수인)
- Gawon (hangul: 가원)
- Anna (hangul: 안나)
- Narin (hangul: 나린)
- Ella (hangul: 엘라)

## Discografia

### EPs & Miniálbuns
| Título             | Detalhes                                                                                               | Posições nos charts | Posições nos charts | Vendas                    |
| Título             | Detalhes                                                                                               | KO                  | JPN                 | Vendas                    |
| ------------------ | --- | ------------------- | ------------------- | ------------------------- |
| My Eyes Open VVide | - Lançado: 12 de maio de 2025 - Gravadora: The Black Label - Formatos: CD, download digital, streaming | 4                   | 50                  | - KOR: 250.911 - JPN: 738 |

### Singles
| Título                                                                                    | Ano  | Posição nos Charts | Posição nos Charts | Posição nos Charts | Posição nos Charts | Posição nos Charts | Posição nos Charts | Posição nos Charts | Álbum              |
| Título                                                                                    | Ano  | KOR                | JPN Heat.          | MLY Intl.          | NZ Hot             | SGP                | US World           | WW Excl. US        | Álbum              |
| ----------------------------------------------------------------------------------------- | ---- | ------------------ | ------------------ | ------------------ | ------------------ | ------------------ | ------------------ | ------------------ | ------------------ |
| "Meow"                                                                                    | 2024 | 30                 | 4                  | 17                 | 20                 | —                  | 10                 | 120                | My Eyes Open VVide |
| "Toxic"                                                                                   | 2024 | 190                | —                  | —                  | —                  | —                  | —                  | —                  | My Eyes Open VVide |
| "Body"                                                                                    | 2024 | —                  | —                  | —                  | —                  | —                  | —                  | —                  | My Eyes Open VVide |
| "Hands Up"                                                                                | 2025 | 17                 | 1                  | 10                 | 38                 | 19                 | 9                  | 119                | My Eyes Open VVide |
| "Drop Top"                                                                                | 2025 | 111                | —                  | —                  | —                  | —                  | —                  | —                  | My Eyes Open VVide |
| "—" indica uma gravação que não entrou nas paradas ou não foi lançada naquele território. |      |                    |                    |                    |                    |                    |                    |                    |                    |

## Videografia

### Vídeos musicais
| Título     | Ano  | Diretor(es)                           | Ref.   |
| ---------- | ---- | ------------------------------------- | ------ |
| "Meow"     | 2024 | Han Samin                             | [ 31 ] |
| "Toxic"    | 2024 | Roh Sangyoon                          | [ 32 ] |
| "Hands Up" | 2025 | Ha Jung-hoon, Lee Hye Sung (HATTRICK) | [ 33 ] |
| "Drop Top" | 2025 | Lee Youngeum (OGG VISUAL)             | [ 34 ] |

### Outros vídeos
| Título                     | Ano  | Diretor(es)  | Ref.   |
| -------------------------- | ---- | ------------ | ------ |
| "Body" (Performance Video) | 2024 | Roh Sangyoon | [ 35 ] |

## Filmografia

### Programas da web
| Ano           | Título      | Notas                      | Ref.          |
| ------------- | ----------- | -------------------------- | ------------- |
| 2024–presente | Catch Meovv | Show de variedades semanal | [ 36 ] [ 37 ] |

## Prêmios e indicações
| Cerimônia de premiação | Ano  | Categoria                             | Indicação/Trabalho | Resultado | Ref.   |
| ---------------------- | ---- | ------------------------------------- | ------------------ | --------- | ------ |
| D Awards               | 2025 | Melhor Popularidade de Grupo Feminino | Meovv              | Indicado  | [ 38 ] |
| Hanteo Music Awards    | 2025 | Artista em ascensão                   | Meovv              | Indicado  | [ 39 ] |
| Hanteo Music Awards    | 2025 | Artista Global – África               | Meovv              | Indicado  | [ 40 ] |
| Hanteo Music Awards    | 2025 | Artista Global – Ásia                 | Meovv              | Indicado  | [ 40 ] |
| Hanteo Music Awards    | 2025 | Artista Global – Europa               | Meovv              | Indicado  | [ 40 ] |
| Hanteo Music Awards    | 2025 | Artista Global – América do Norte     | Meovv              | Indicado  | [ 40 ] |
| Hanteo Music Awards    | 2025 | Artista Global – Oceania              | Meovv              | Indicado  | [ 40 ] |
| Hanteo Music Awards    | 2025 | Artista Global – América do Sul       | Meovv              | Indicado  | [ 40 ] |
| Hanteo Music Awards    | 2025 | Estreante do Ano – Feminino           | Meovv              | Indicado  | [ 39 ] |
| Hanteo Music Awards    | 2025 | WhosFandom – Grupo Feminino           | Meovv              | Indicado  | [ 41 ] |
| MAMA Awards            | 2024 | Artista do Ano                        | Meovv              | Indicado  | [ 42 ] |
| MAMA Awards            | 2024 | Melhor Artista Revelação – Feminina   | Meovv              | Indicado  | [ 42 ] |
| MAMA Awards            | 2024 | Top 10 Feminino – Escolha Popular     | Meovv              | Indicado  | [ 42 ] |
| MAMA Awards            | 2024 | Artista em Ascensão Favorita          | Meovv              | Venceu    | [ 42 ] |
| Melon Music Awards     | 2024 | Melhor Artista Estreante              | Meovv              | Indicado  | [ 43 ] |